# Philoscia novaezealandiae
Philoscia novaezealandiae är en kräftdjursart som beskrevs av Henri Filhol1885. Philoscia novaezealandiae ingår i släktet Philoscia och familjen Philosciidae. Inga underarter finns listade i Catalogue of Life.